# Кобелярово
Кобелярово (на словашки: Fekethepathak (1466), Kobelar (1551), Kobelarow (1773); на немски: Schwarzseifen; на унгарски: Kisfeketepatak) е село и община в днешна Словакия. Намира се в окръг Рожнява, Кошицки край.

## История
За първи път селището се споменава в исторически извори от 1466 г. като собственост на аристократичното семейство Бебек.

## География
Кобелярово се намира на 461 m надморска височина и се простира на площ 12 029 km². Населението е ок. 435 души.

## Култура
В Кобелярово има обществена библиотека.

## Известни личности
- Павел Шафарик – учен